# Ешлі Рікардс
Ешлі Ніколь Рікардс (англ. Ashley Nicole Rickards, нар. 4 травня 1992, Сарасота, Флорида, США) — американська акторка, відома за роллю Джени Гамільтон у серіалі «Незграбна» і Саманти «Сем» Вокер в підлітковому серіалі «Школа виживання». В 2011 році знялася у незалежній драмі «Fly Away» у ролі Менді.

## Біографія
Виросла на кінній фермі, що орієнтувався на дітей з особливими потребами. Вона навчалася у місцевій школі Монтессорі. Закінчила середню школу у віці 15 років і зараз є членом Mensa International. Вона знялася в різних фільмах і телевізійних шоу, зображуючи широкий спектр персонажів. Оскільки американське законодавство не дозволяє повнолітнім працювати повний робочий день, була задіяна в основному на другорядних ролях в різних серіалах. Проте з часом вона стала отримувати все більше дійсно цікавих ролей. В першу чергу в картині «Fly Away», в якій вона грала Менді — дівчинку, хвору на аутизм. Вона також є головною  героїнею в серіалі «Незграбна» на MTV. У вільний час пише вірші, сценарії та оповідання. Рікардс є членом ради директорів Project Futures Somaly Mam Foundation, що працює з метою запобігання торгівлі людьми та сексуального рабства у Східній Азії.

## Вибрана фільмографія
| Рік       |    | Українська назва                          | Оригінальна назва                   | Роль                                                |
| --------- | -- | ----------------------------------------- | ----------------------------------- | --------------------------------------------------- |
| 2006      | с  | Усі ненавидять Кріса                      | Everybody Hates Chris               | дівчина                                             |
| 2007      | с  | Місце злочину: Нью-Йорк                   | CSI: NY                             | юна Ліндсі Монро                                    |
| 2007      | с  | Не краса по-американськи                  | Ugly Betty                          | Шарра                                               |
| 2008      | с  | Антураж                                   | Entourage                           | Кендіс                                              |
| 2008—2009 | с  | Школа виживання                           | One Tree Hill                       | Саманта «Сем» Вокер                                 |
| 2009      | ф  | Геймер                                    | Gamer                               | 2KATCHAPREDATOR                                     |
| 2011      | с  | Американська історія жаху: Будинок-убивця | American Horror Story: Murder House | Хлоя Стейплтон                                      |
| 2011—2016 | с  | Незграбна                                 | Awkward                             | Дженна Гамільтон                                    |
| 2012      | ф  | Удар блискавки                            | Struck by Lightning                 | Вікі Джордан                                        |
| 2014      | ф  | Будинок з паранормальними явищами 2       | A Haunted House 2                   | Беккі                                               |
| 2014      | ф  | Погана поведінка                          | Behaving Badly                      | Крістен Стівенс                                     |
| 2015      | мс | Робоцип                                   | Robot Chicken                       | Дженна Гамільтон / Верука Солт / Бетті Купер / Ешлі |
| 2016—2022 | с  | Флеш                                      | The Flash                           | Розалінда «Роза» Діллон / Топ                       |